# Физическое тело

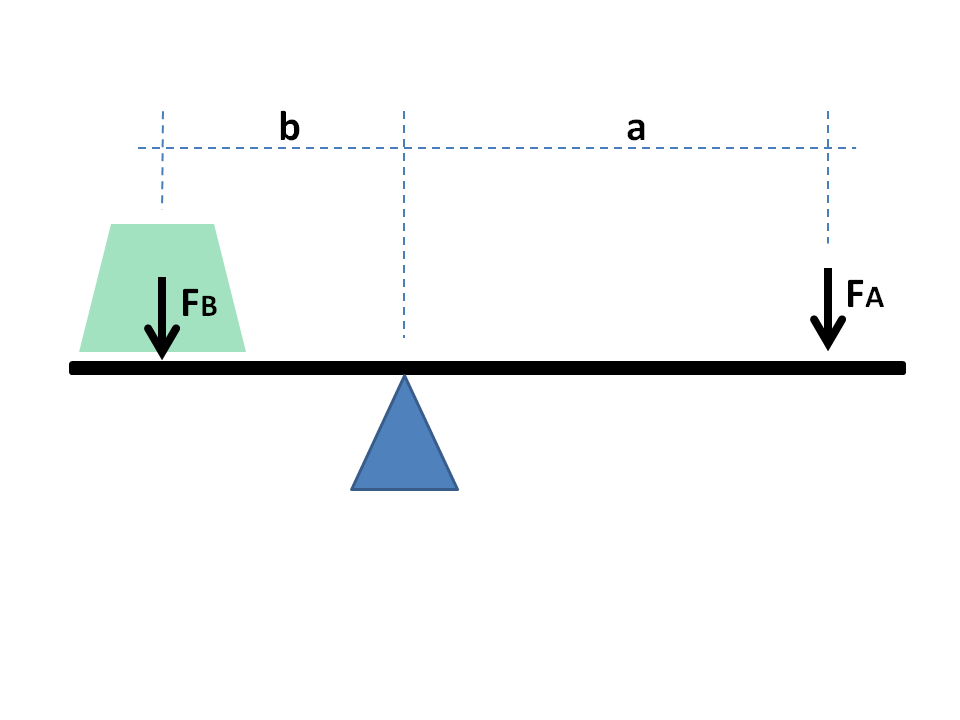
Абстрактные физические тела
на схеме

Физи́ческое те́ло (те́ло в фи́зике или физи́ческий объе́кт; англ. physical body) — материальный объект, имеющий массу, форму, объём; и отделенный от других тел внешней границей раздела. Широко используется в классической механике.

## Описание
Простое тело (англ. simple or single body) обычно считается однородным, в отличие от составного (англ. complex body), которое считается скреплённой комбинацией простых тел с разными свойствами.
Это понятие используется для упрощённых теоретических и математических манипуляций и расчётов, не учитывающих изменения внутреннего состояния реального объекта, а также необратимые изменения и разрушение его формы.
Физическое тело состоит из вещества. 